# قطعنامه ۱۶۴۷ شورای امنیت
قطعنامه  ۱۶۴۷ شورای امنیت سازمان ملل متحد که در تاریخ ۲۰ دسامبر ۲۰۰۵ تصویب شد، سندی بین‌المللی دربارهٔ بررسی وضعیت در لیبریا است. این قطعنامه طی نشست ۵۳۳۶ام با ۱۵ رای موافق، ۰ مخالف و ۰ ممتنع تصویب شد.